# Karbonil-fluorid
A karbonil-fluorid a COF2 összetételű kémiai vegyület. Klóranalógjához, a foszgénhez hasonlóan erősen mérgező gáz. Molekulája síkszerkezetű, C2v szimmetriájú.

## Tulajdonságai
Mérgező, szúrós szagú gáz, higroszkópossága miatt levegőn füstölög. Szerves oldószerekben (például benzolban, toluolban, klórbenzolban) jól oldódik. Vízben oldva gyorsan szén-dioxidra és hidrogén-fluoridra bomlik:
{\displaystyle \mathrm {COF_{2}+H_{2}O\longrightarrow CO_{2}+2\ HF} }

## Előállítása
Többnyire a fluorozott szénhidrogének – például trifluormetanol vagy tetrafluormetán – hőbomlása során keletkezik, ha víz is van jelen:
{\displaystyle \mathrm {CF_{4}+H_{2}O\longrightarrow COF_{2}+2\ HF} }
Előállítható szén-monoxid és fluor reakciójával is:
{\displaystyle \mathrm {CO+F_{2}\longrightarrow COF_{2}} }

## Biztonságtechnika
Rövid idejű munkavégzés esetén megengedett koncentrációja 2 ppm. Víz jelenlétében nem stabil vegyület.

## Fordítás
Ez a szócikk részben vagy egészben a Carbonyl fluoride című angol Wikipédia-szócikk ezen változatának fordításán alapul.  Az eredeti cikk szerkesztőit annak laptörténete sorolja fel. Ez a jelzés csupán a megfogalmazás eredetét és a szerzői jogokat jelzi, nem szolgál a cikkben szereplő információk forrásmegjelöléseként.
Ez a szócikk részben vagy egészben a Carbonylfluorid című német Wikipédia-szócikk ezen változatának fordításán alapul.  Az eredeti cikk szerkesztőit annak laptörténete sorolja fel. Ez a jelzés csupán a megfogalmazás eredetét és a szerzői jogokat jelzi, nem szolgál a cikkben szereplő információk forrásmegjelöléseként.